# Ermengol VI di Urgell
Ermengol, o Armengol o Ermengardo detto il Castigliano (Valladolid, 1096 – regno di Castiglia, 28 giugno 1154), è stato conte di Urgello dal 1102  alla sua morte.

## Origine
Come ci conferma al capitolo LII la Historia de los condes de Urgel, Tomo I, fu il figlio primogenito del conte di Urgello, Ermengardo V "Quello di Mollerussa" e (facendo riferimento al nonno, Pedro Ansúrez) della moglie, Maria Perez ( † dopo il 1129), figlia del conte di Liébana, Saldaña e Carrión e primo signore di Valladolid, Pedro Ansúrez e della sua seconda moglie, Doña Eylo Alfonso (?-ca.1113) figlia del conte Alfonso Muñoz, e di Aldonza González. Maria, sempre secondo la Historia de los condes de Urgel, Tomo I, portò in dote la signoria di Valladolid.
Ermengardo V, come ci conferma la Historia de los condes de Urgel, Tomo I, era il figlio primogenito ed anche unico figlio del conte di Urgello, Ermengardo IV "Quello di Gerb" e della sua prima moglie, Lucia o Luciana, († ca. 1079), di cui non si conoscono gli ascendenti .

## Biografia
Ermengol compare citato in due documenti, tra il 1101 ed il 1102, in cui i suoi genitori il conte, Ermengardo V, e la moglie, Maria, fecero due donazioni alla chiesa di Santa Maria di Solsona: una, la n° 7 del Diplomatari de l´Arxiu Diocesà de Solsona; la seconda, la n° 17 sempre del Diplomatari de l´Arxiu Diocesà de Solsona.
Ereditò il titolo di conte di Urgello, quando suo padre, Ermengardo V morì, combattendo a Mollerussa, il 14 settembre 1102, contro gli Almoravidi, divenendo Ermengardo VI, all'età di sei anni, sotto la tutela e reggenza del nonno, Pedro Ansurez, come aveva stabilito suo padre, prima di morire.
Nel 1106, dopo che gli Almoravidi avevano conquistato Balaguer, il nonno Pedro Ansurez, lasciata la Castiglia, con un esercito si presentò davanti alla città, e con l'aiuto del conte di Barcellona, Raimondo Berengario III il Grande, riconquistò la città e i castelli dei dintorni, e, per l'aiuto ricevuto, ne donò uno al conte di Barcellona.
Ermengardo VI ed il nonno risiedettero nella contea di Urgello, sino al 1108, poi rientrarono nel Regno di Castiglia, in quanto era stato convocato dalla regina, Urraca.
Il 17 settembre 1114, Ermengol controfirmò il documento XVII dei Documentos de la Iglesia Colegial de Santa María la Mayor de Valladolid, in cui il nonno fa una donazione per l'anima della moglie, Doña Eylo Alfonso, morta da poco.
Il nonno, che aveva continuato ad essere il suo principale consigliere anche dopo che Ermengardo VI aveva raggiunto la maggior età, morì nel 1119 (secondo i Necrologi della Cattedrale di León, il 9 settembre di quell'anno.
In quello stesso anno (1119), Ermengardo sposò Arsenda de Cabrera ( † prima del 1135), figlia del signore di Cabrera e visconte di Gerona, Gerardo II e della sua prima moglie, Stefania (documento n°XXVIII a pag 151 del Carturario di Roda). Il documento n° 24 della Colleció Diplomática de la casa de Temple de Barberà testimonia di una donazione fatta dal conte Ermengardo assieme alla moglie, Arsenda.
Rimasto vedovo, Ermengardo VI, prima del 7 settembre 1135 (il documento XXXII dei Documentos de la Iglesia Colegial de Santa María la Mayor de Valladolid, ci riferisce di una donazione fatta in quella data da Ermengardo VI assieme alla moglie, Elvira), si sposò in seconde nozze con Elvira Rodriguez, figlia di Rodrigo González signore di Lara e Liebana e della principessa di Castiglia, Sancia, figlia del re di León, Castiglia e di Galizia, Alfonso VI e di Zaida, figlia dell'emiro di Dénia, Ahmed I.
Ermengardo VI, nel 1144, fece testamento, come è riportato dal documento n° 303 del Diplomatari de l´Arxiu Diocesà de Solsona, in cui il conte stabilisce chi siano gli esecutori testamentari e stabilisce che suo erede sia il figlio, Ermengardo, disponendo altresì la parte di eredità spettante agli altri figli e alla seconda moglie, Elvira.
Dal 1142 al 1146, Ermengardo VI fu il maggiordomo del re di León e Castiglia, Alfonso VI, detto "l'Imperatore".
Secondo la Historia de los condes de Urgel, Tomo I, nel 1150, Ermengardo VI, con le sue truppe catalane si recò in Castiglia, in aiuto di Alfonso VII, per la riconquista della città di Cordova, che si era ribellata e consegnata ai mori.
Secondo il Chronicon alterum Rivipullense, Apendice al Viage Literario a las Iglesias de Espana, Tome V, Ermengardo VI morì in Castiglia, nel 1154, confermato dal Excerpta ex martyrologio Celsonensi, Apendice al Viage Literario a las Iglesias de Espana, TomeIX, che specifica anche il giorno: 28 giugno.
Ermengardo VI fu tumulato nel monastero di Santa María de Valbuena a Valbuena de Duero. Gli successe il figlio primogenito, Ermengardo.

## Discendenza
Ermengardo dalla prima moglie, Arsenda, ebbe tre (o quattro) figli:
- Ermengardo[20](1120/30- 11 agosto 1184) conte di Urgello[21];
- Isabella Sibilla[20] ( † prima del 1177), che sposò Raimondo Folco di Cardona, visconte di Cardona[20]
- Stefania[20] ( † dopo il 1144), che sposò, in prime nozze, Arnaldo Mir I,  Conte di Pallars Jussà[20], e, in seconde nozze, Bernardo Roco, di nobile e stimata famiglia di León[20]
- una figlia ( † prima del 18 gennaio 1177), che sposò Guglielmo de San Martin, da cui ebbe un figlio, che portò lo stesso nome del padre (Guglielmo de San Martin) ed è citato nel testamento, datato 18 gennaio 1177, del fratello, Ermengardo VII (alius nepos meus filius Guillermi de Sancto Martino)[22].

Ermengardo dalla seconda moglie, Elvira, ebbe una figlia:
- Maria ( † dopo il 1196), signora di Almenara, ricordata col figlio dal fratellastro, Ermengardo VII, nel suo testamento del 1077 (Ermengaudus filius sororis mee Marie de Almenara)[22], che sposò Lupo figlio di Lupo di Biscaglia, Signore di Miranda de Ebro.

Ermengardo ebbe anche due (forse tre) figli illegittimi:
- Rodrigo ( † dopo il 1196), lo ebbe da un'amante di cui non si conoscono né il nome né gli ascendenti;
- Galceran de Sales (1120- 11 agosto 1184), lo ebbe da Ermesinda (sua amante prima del matrimonio con Arsenda), di cui non si conoscono gli ascendenti ed era la moglie di Arnal Joan[13]. Galceran nel documento n° 113 del DIPLOMATARI DEL MONESTIR DE SANT JOAN DE LES ABADESSES (995-1273) restituisce al vescovo di Tortasa una chiesa dopo averla restaurata[23], si sposò ed ebbe discendenza[13]. Secondo la Ex Gestis Comitum Barcinonensium, Galceran morì assieme al fratellastro, Ermengardo VII nei pressi di Valenza[24]; la morte è confermata dal Chronicon alterum Rivipullense, Apendice al Viage Literario a las Iglesias de Espana, Tome V, che ci informa sull'anno, il 1184[17].
- una figlia, avuta da un'amante di cui non si conoscono né il nome né gli ascendenti, che ebbe un figlio, Bernardo Roco, che è citato in un documento del 1212, come nipote del conte di Urgello, Ermengardo VII[25].

### Fonti primarie
- (LA) Diplomatari de l´Arxiu Diocesà de Solsona (PDF) (archiviato dall'url originale il 5 marzo 2016).
- (LA) Documentos de la Iglesia Colegial de Santa María la Mayor de Valladolid.
- (LA) Viage Literario a las Iglesias de Espana, Tome V (archiviato dall'url originale il 10 gennaio 2014).
- (LA) Viage Literario a las Iglesias de Espana, Tome IX (archiviato dall'url originale il 22 febbraio 2014).
- (LA) DIPLOMATARI DEL MONESTIR DE SANT JOAN DE LES ABADESSES (995-1273) (PDF) (archiviato dall'url originale il 19 ottobre 2021)

### Letteratura storiografica
- Rafael Altamira, La Spagna (1031-1248), in «Storia del mondo medievale», vol. V, 1999, pp. 865–896
- (ES) Historia de los condes de Urgel, Tomo I.